# Härlig frälsning! Härlig frälsning!
Härlig frälsning! Härlig frälsning! är en sång med en från engelska översatt text från 1871 av Francis Bottome och musik av William Bradbury. Originalets titel är Full salvation, full salvation.

## Publicerad i
- Musik till Frälsningsarméns sångbok 1907 som nr 145.
- Frälsningsarméns sångbok 1929 som nr 121 under rubriken "Helgelse - Helgelsens verk".
- Frälsningsarméns sångbok 1968 som nr 163 under rubriken "Helgelse".
- Frälsningsarméns sångbok 1990 som nr 412 under rubriken "Helgelse".